# Erzhan Askarov
Erzhan Askarov (sinh ngày 29 tháng 09 năm 1985) là một vận động viên chạy vượt rào ngắn người Kyrgyzstan. Tại Thế vận hội Mùa hè 2012, anh đã tham gia tranh tài ở nội dung chạy 800 mét nam.